# Jean-Robert Petit
Jean-Robert Petit, né en 1947 ou 1948, est un glaciologue français, directeur de recherche au Laboratoire de glaciologie et géophysique de l'environnement de Grenoble. Il est l'un des membres des expéditions polaires de Claude Lorius, qui ont permis de reconstituer les climats passés de la Terre sur plusieurs centaines de milliers d'années grâce à l'analyse de carottes de glace.

## Biographie
Jean-Robert Petit naît en 1947 ou 1948. En 1972, il effectue son service militaire comme hivernant en Terre Adélie, dans les Terres australes et antarctiques françaises (TAAF). Détenteur d'un brevet de technicien agricole et d'un DEA de géophysique, il est recruté en 1975 dans l'équipe de Claude Lorius, qui dirige les Expéditions polaires françaises, et accompagne celui-ci à la base antarctique Vostok. Il participe dès lors à l'analyse des bulles d'air emprisonnées dans les carottes de glace, qui vont permettre à partir des années 1980 de reconstituer les climats passés de la Terre ; il cosigne en 1987 — avec notamment Claude Lorius et Jean Jouzel — un article resté célèbre qui établit l'évolution des températures (obtenue par analyse isotopique des bulles d'air) et de la teneur atmosphérique en dioxyde de carbone (CO2) sur 160 000 ans (soit un cycle glaciaire complet). Les courbes parallèles de ces deux valeurs contribuent à prouver à l'aide de données empiriques l'effet de serre et apportent indirectement des éléments de preuve du changement climatique d'origine anthropique.
Directeur de recherche au Laboratoire de glaciologie et géophysique de l'environnement de Grenoble, il poursuit ses hivernages à la base Vostok, où il participe à un nouveau forage dans les années 1990 ; il est l'auteur principal d'un article publié en 1999 qui prolonge la reconstitution des climats passés sur 420 000 ans.
Le chercheur publie en 2013 un ouvrage intitulé Vostok, le dernier secret de l'Antarctique (éditions Paulsen), consacré à l'histoire de la base Vostok.